# Pierre Cot

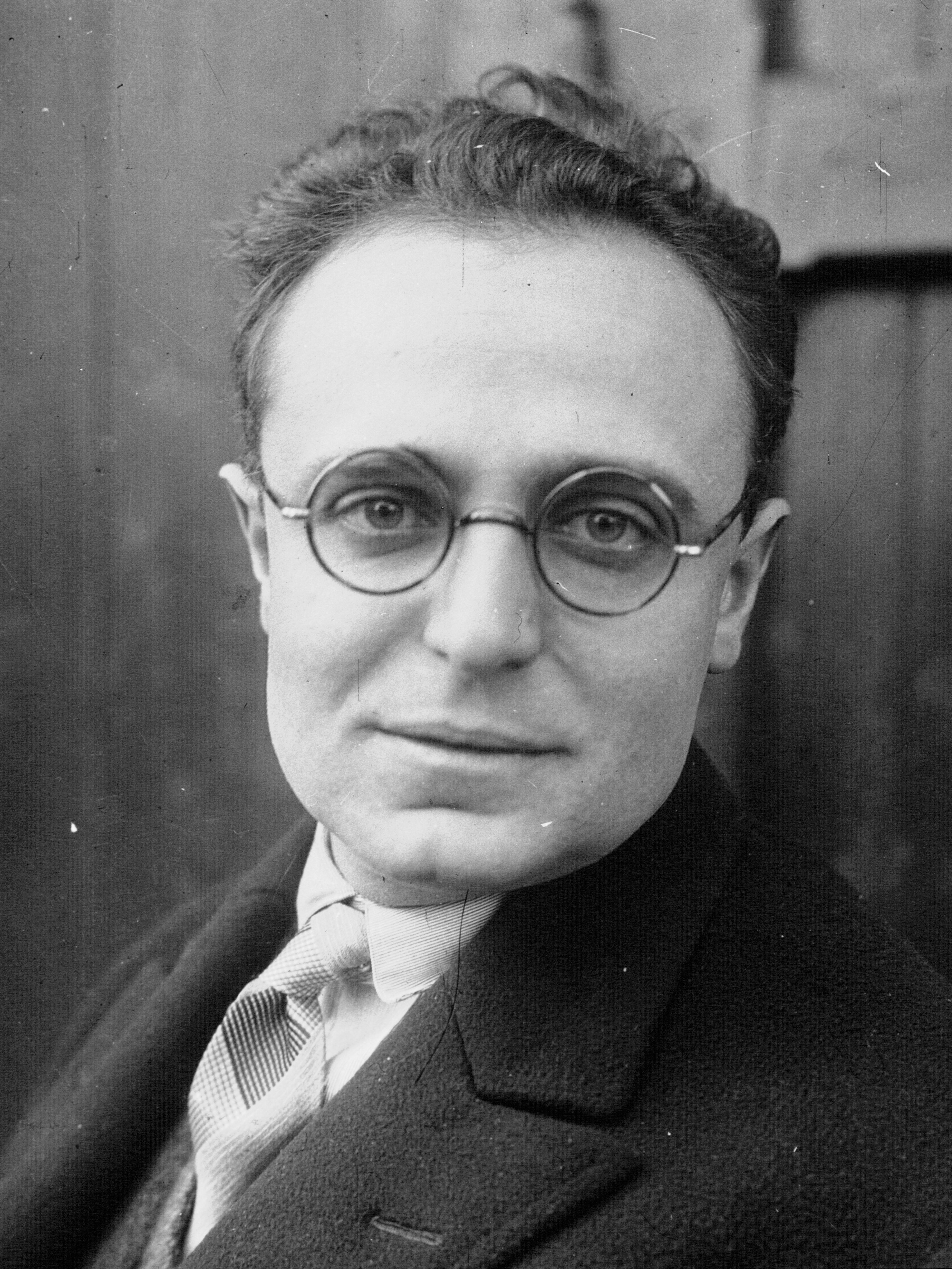
Pierre Cot (1928)

Pierre Jules Cot (* 20. November 1895 in Grenoble; † 21. August 1977 in Coise-Saint-Jean-Pied-Gauthier, Département Savoie) war ein französischer sozialistischer Politiker der Dritten, Vierten und Fünften Republik. Von 1933 bis 1938 war er Minister in mehreren Kabinetten, darunter zweimal Luftfahrtminister. Wegen seines entschiedenen Antifaschismus in den 1930er Jahren, seiner politischen Nähe zur Sowjetunion und seiner exponierten Stellung beim Aufbau der im Krieg 1940 erfolglosen französischen Luftstreitkräfte war er das Ziel erbitterter Anfeindungen.

## Leben

### Frühe Jahre
Pierre Cot wurde in 1895 in eine Savoyer Familie geboren, deren Mitglieder bereits seit drei Generationen verschiedene gewählte Mandate wahrgenommen hatten; sein Großvater und sein Vater waren als gemäßigte Republikaner beide Bürgermeister ihres Heimatorts Coise-Saint-Jean-Pied-Gauthier gewesen. Pierre Cot wurde katholisch erzogen; in Grenoble, wo sein Vater Handelsvertreter gewesen war, besuchte er die kirchliche Schule Notre-Dame. Ebenfalls in Grenoble begann er anschließend ein Jurastudium. Cot interessierte sich seit seiner frühesten Jugend für Politik. Er war als Mitglied der konservativen katholischen Jugendvereinigung Association catholique de la jeunesse française aktiv, wurde 1913 stellvertretender Vorsitzender der katholischen Studentenvereinigung Conférence Saint-Hugues und gründete mehrere katholische Arbeitskreise. Bereits zu dieser Zeit interessierte er sich auch stark für soziale Fragen.
Im Ersten Weltkrieg meldete er sich als Freiwilliger und nahm an den Schlachten von Verdun und dem Chemin des Dames teil. Er wurde mit dem Croix de guerre ausgezeichnet und für seine militärischen Verdienste zum Offizier der Ehrenlegion ernannt. Nach dem Krieg schloss er sein Studium der Rechts- und Politikwissenschaften in Paris mit einem Doktorgrad ab. 1921 wurde er Rechtsanwalt und Erster Sekretär der Anwaltskonferenz am Berufungsgericht Paris. 1922 erwarb er die Agrégation und wurde Universitätsprofessor an der rechtswissenschaftlichen Fakultät in Rennes. Raymond Poincaré ernannte ihn zum Rechtsberater im Außenministerium; Cot war der Jüngste in dieser Stellung. Poincaré bewog ihn 1924 auch dazu, auf einer Liste der gemäßigten Rechten zum ersten Mal für einen Sitz im Parlament zu kandidieren. Die Kandidatur war nicht erfolgreich.

### Politische Ämter in der Dritten Republik

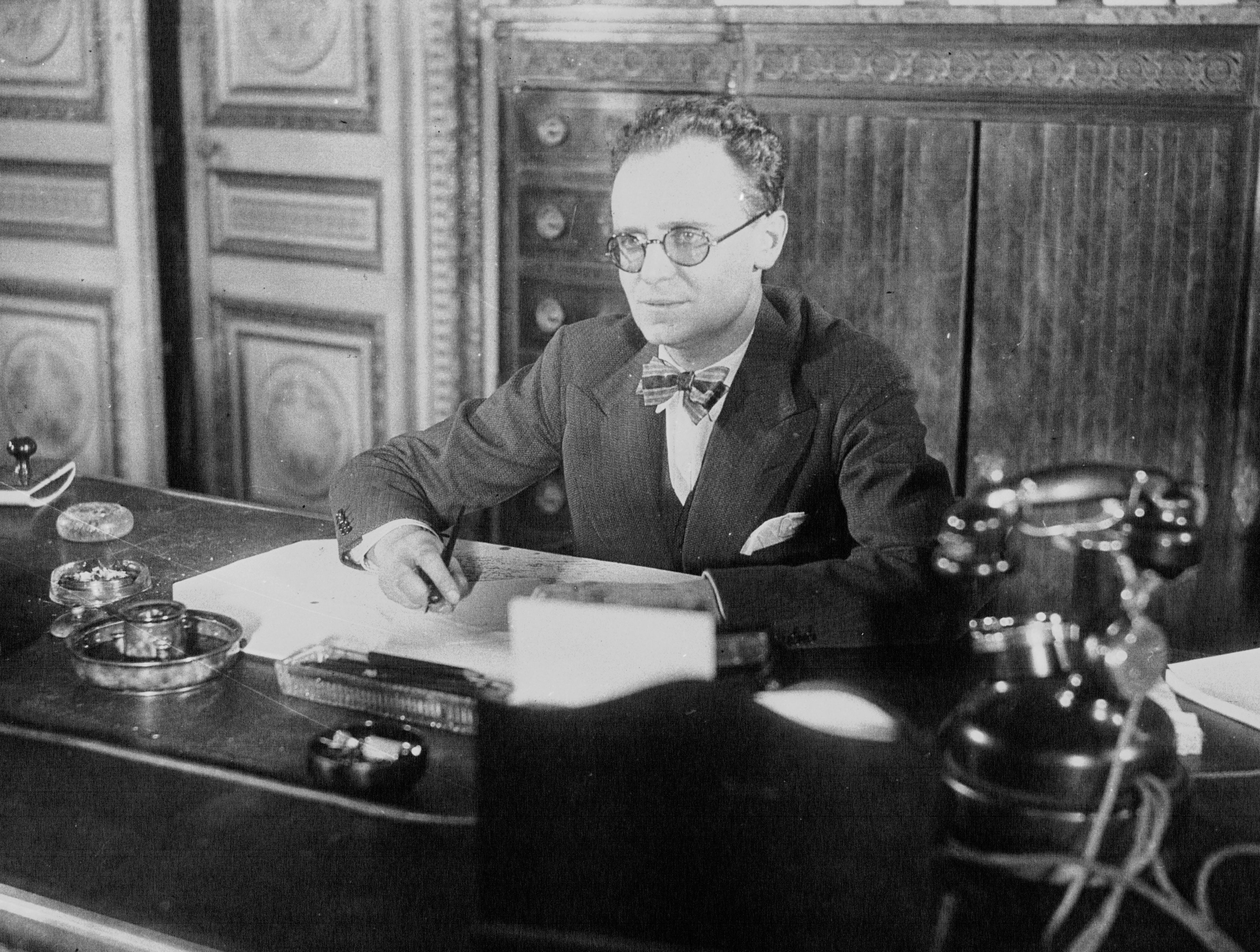
Cot als Luftfahrtminister (1933)

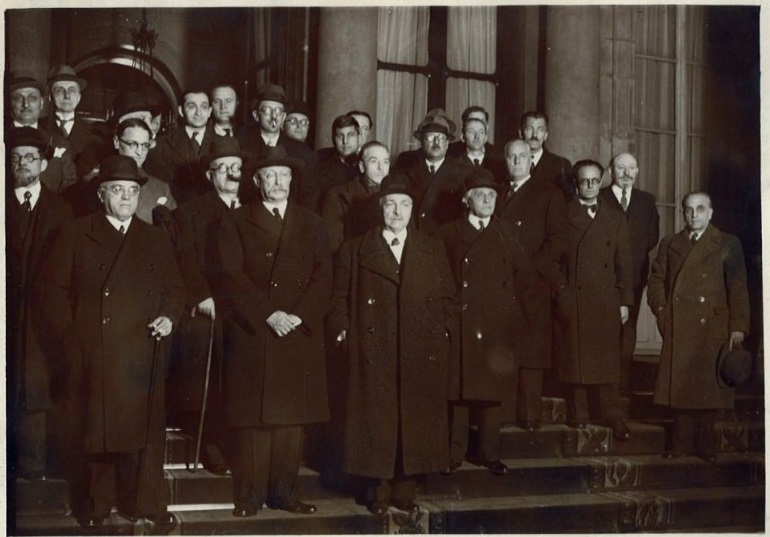
Kabinett Blum II, Pierre Cot 3. v. r. (14. März 1938)

Nach der gescheiterten Parlamentskandidatur 1924 wendete sich Pierre Cot allmählich der politischen Linken zu. 1926 schloss er sich dem Parti républicain, radical et radical-socialiste, den Radikalsozialisten, an. Für diese trat er bei den Parlamentswahlen im April 1928 im Wahlkreis Chambéry 2 an. Er setzte sich im zweiten Wahlgang durch und zog in die Abgeordnetenkammer ein, der er bis zum Krieg ununterbrochen für das Département Savoie angehören sollte. Der 33-jährige Cot hatte bis dahin noch kein gewähltes Mandat innegehabt, auch nicht auf lokaler Ebene.
Als Anhänger des Völkerbunds hielt er sich oft an dessen Sitz in Genf auf und wurde mit der Unterstützung von Aristide Briand und Joseph Paul-Boncour Vertreter Frankreichs in der Organisation.
Nachdem er bei den Parlamentswahlen im Mai 1932 erfolgreich sein Mandat verteidigt hatte, wurde er am 18. Dezember 1932 Staatssekretär (Sous-Secrétaire d’État) im Außenministerium im Kabinett von Joseph Paul-Boncour. Nach dessen Rücktritt am 28. Januar 1933 führte er die Geschäfte weiter, bis er am 31. Januar 1933 im Kabinett Daladier I Luftfahrtminister wurde. Das Amt, das er von Paul Painlevé übernommen hatte, behielt er in vier rasch wechselnden, aufeinanderfolgenden Kabinetten; außer der ersten Regierung Daladier waren dies die Kabinette von Albert Sarraut (I), Camille Chautemps (II) und das zweite Kabinett Daladier. Als Édouard Daladier nach wenigen Tagen wegen der Unruhen vom 6. Februar 1934 zurücktrat, verlor Cot sein Ministerium – sein Nachfolger wurde Victor Denain – und kehrte als Abgeordneter in die Abgeordnetenkammer zurück. 1936 wurde er im ersten Wahlgang wiedergewählt.
Seit Mitte der dreißiger Jahre wurde Pierre Cot prominentes Mitglied in mehreren Organisationen, hinter denen die Kommunistische Internationale (Komintern) stand, so im „Verteidigungskomitee des äthiopischen Volks“ (Comité de défense du peuple éthiopien, gegründet im September 1935) sowie, ein Jahr später, im Rassemblement universel pour la paix („Weltvereinigung für den Frieden“), dem er als Vorsitzender diente. Seit 1935 war er Mitglied des „Vereins der Freunde der UdSSR“. Im Frühjahr desselben Jahres überlebte er einen Säureanschlag durch Mitglieder der rechtsradikalen Action française.
Am 4. Juni 1936 berief ihn Léon Blum in seinem ersten Kabinett erneut zum Luftfahrtminister. Sein Kabinettschef war der spätere Leiter der Résistance, Jean Moulin. Cot und Moulin hatten sich bereits 1928 während Cots Parlamentswahlkampf in Savoyen kennengelernt, wo Moulin Unterpräfekt von Albertville war. Nachdem Blum Ende Juni 1937 zurückgetreten war, blieb Cot in der anschließenden Regierung Chautemps III Luftfahrtminister bis zu Chautemps’ Rücktritt am 14. Januar 1938. Anschließend wurde Cot Handelsminister, zunächst im Kabinett Chautemps IV (18. Januar bis 10. März 1938), dann im Kabinett Blum II (bis 8. April 1938).

### Zweiter Weltkrieg, Nachkriegszeit und Vierte Republik
Seit Juni 1940 befand sich Pierre Cot zunächst in London. Daher konnte er nicht an der Sitzung der Nationalversammlung teilnehmen, die am 10. Juli 1940 die erweiterten Vollmachten für Marschall Pétain beschloss und damit die 3. Republik beendete. Das Vichy-Regime erkannte ihm seine politischen Mandate ab, entzog ihm die französische Staatsbürgerschaft und zog sein Vermögen ein. Der von Philippe Pétain geschaffene „Rat für politische Justiz“ (Conseil de justice politique) urteilte, dass der ehemalige Luftfahrtminister Cot „die Pflichten seiner Amtsaufgaben verraten“ habe. Noch in demselben Jahr ließ er sich in den Vereinigten Staaten, dem Ursprungsland seiner Ehefrau, nieder. Dort lehrte er an der Yale University und der New School for Social Research und war Mitglied der gaullistischen Organisation France Forever.
Im November 1943 verließ er die USA, um in Algier Mitglied der vom Komitee für die Nationale Befreiung einberufenen Assemblée consultative provisoire zu werden. Dieser sowie der in Paris einberufenen Folgeversammlung gehörte er von 1943 bis 1945 an. 1945 und 1946 war er Abgeordneter für das Département Savoie in den beiden verfassunggebenden Nationalversammlungen. Anschließend war er in der Vierten Republik Abgeordneter der Nationalversammlung, zunächst von 1946 bis 1951 wiederum für das Département Savoien.
Nachdem er sich mit den Radikalsozialisten überworfen hatte, gründete er im Dezember 1950 mit Emmanuel d’Astier de la Vigerie eine der Kommunistischen Partei Frankreichs (PCF) nahestehende Partei, die Union progressiste. Mit der Hilfe der Kommunisten wurde er erneut in die Nationalversammlung gewählt und vertrat dort von 1951 bis 1958 das Département Rhône.
1953 erhielt Pierre Cot den Stalin-Friedenspreis.

### Fünfte Republik
Als entschiedenem Gegner de Gaulles gelang es Pierre Cot nach de Gaulles Regierungsübernahme und der Verfassungsänderung 1958 neun Jahre lang nicht, auf nationaler Ebene ein politisches Mandat zu erringen. Er scheiterte sowohl bei den Parlamentswahlen im November 1958, zu denen er im Savoyer Wahlbezirk Chambéry-Süd/Saint-Jean-de-Maurienne antrat, als auch vier Jahre später als Kandidat der Union progressiste im Wahlbezirk La Salpétrière/La Gare des Départements Seine.
Während dieser Zwangspause als Abgeordneter der Nationalversammlung blieb er Bürgermeister von Coise-Saint-Jean-Pied-Gauthier (im Amt von 1929 bis 1971) und Abgeordneter im Generalrat des Départements Savoien für den Kanton Chamoux-sur-Gelon (1954–1973). Ebenso lehrte er an der 6. Sektion der École pratique des hautes études, der Vorläufereinrichtung der École des Hautes Études en Sciences Sociales, wo er einen 1960 geschaffenen Lehrstuhl für Soziologie des Rechts und der internationalen Beziehungen innehatte, der zur Wiege einer maoistischen Gruppe an der Hochschule wurde. Er war weiterhin aktiv in verschiedenen, großenteils moskaunahen, Organisationen wie der „Internationalen Vereinigung demokratischer Juristen“ (Association internationale des juristes démocrates), deren Vorsitzender er von 1960 bis 1975 war, dem Zentralkomitee der Liga für Menschenrechte (Ligue des droits de l’Homme) und im Mouvement de la Paix. Er war Direktor der vom Weltfriedensrat (Conseil mondial de la paix) monatlich herausgegebenen Zeitschrift Horizons und Mitglied der Redaktion der Cahiers du progressisme. Die Sowjetunion bezeichnete ihn als „großen Freund der UdSSR“. 1961 und 1963 verbrachte er Kuraufenthalte in einem Sanatorium der KPdSU. Ebenfalls 1961 sowie 1962 reiste er auf Einladung des „sowjetischen Friedensverteidigungskomitees“ nach Moskau. Im August 1970 wurde ihm als Vorsitzender der „Internationalen Vereinigung demokratischer Juristen“ eine Jubiläumsmedaille zum 100. Geburtstag Lenins verliehen.
Im März 1967 errang er erneut einen Sitz in der Nationalversammlung, und zwar in demselben Wahlbezirk im Département Seine, in dem er in der vorangehenden Legislaturperiode gescheitert war, und mit derselben politischen Zugehörigkeit und abermaliger Unterstützung durch die KP. Seinen Wahlkampf hatte er ins Zeichen des Kampfes gegen die persönliche Macht de Gaulles sowie für Abrüstung gestellt. In der Nationalversammlung war er der kommunistischen Fraktion angeschlossen. Bei der Auflösung des Parlaments durch de Gaulle am 30. Mai 1968 verlor Cot endgültig seinen Sitz im Parlament; bei den Wahlen im Juni 1968 gelang es ihm nicht, seinen Wahlbezirk zu verteidigen.

## Politische Positionen, Leistungen, Rezeption
Cot, der in seiner Schul- und Studienzeit in rechtskonservativen katholischen Kreisen aktiv gewesen war und zu Beginn seiner beruflichen Laufbahn der gemäßigten Rechten angehört hatte, nahm seit den 1920er Jahren fortschreitend immer weiter linksstehende Positionen an und beendete seine politische Laufbahn als Angehöriger der extremen Linken mit starken Bindungen an den Kommunismus und die Sowjetunion.
Seit 1923 war er dem Pazifismus zugewandt, insbesondere im Umfeld des Völkerbunds, in dem und für den er aktiv war. Der Zerbrechlichkeit des Friedens in der Zwischenkriegszeit und der schwachen Lage des Völkerbunds war er sich trotz seines Glaubens an die Institution bewusst, ebenso erkannte er bereits Mitte der 1920er Jahre die Gefahr, die der Faschismus für den Frieden in Europa darstellte. Ab 1930 warnte er die französische Öffentlichkeit vor den Gefahren, die die wirtschaftliche Lage in Deutschland und insbesondere die Massenarbeitslosigkeit dort darstellte.

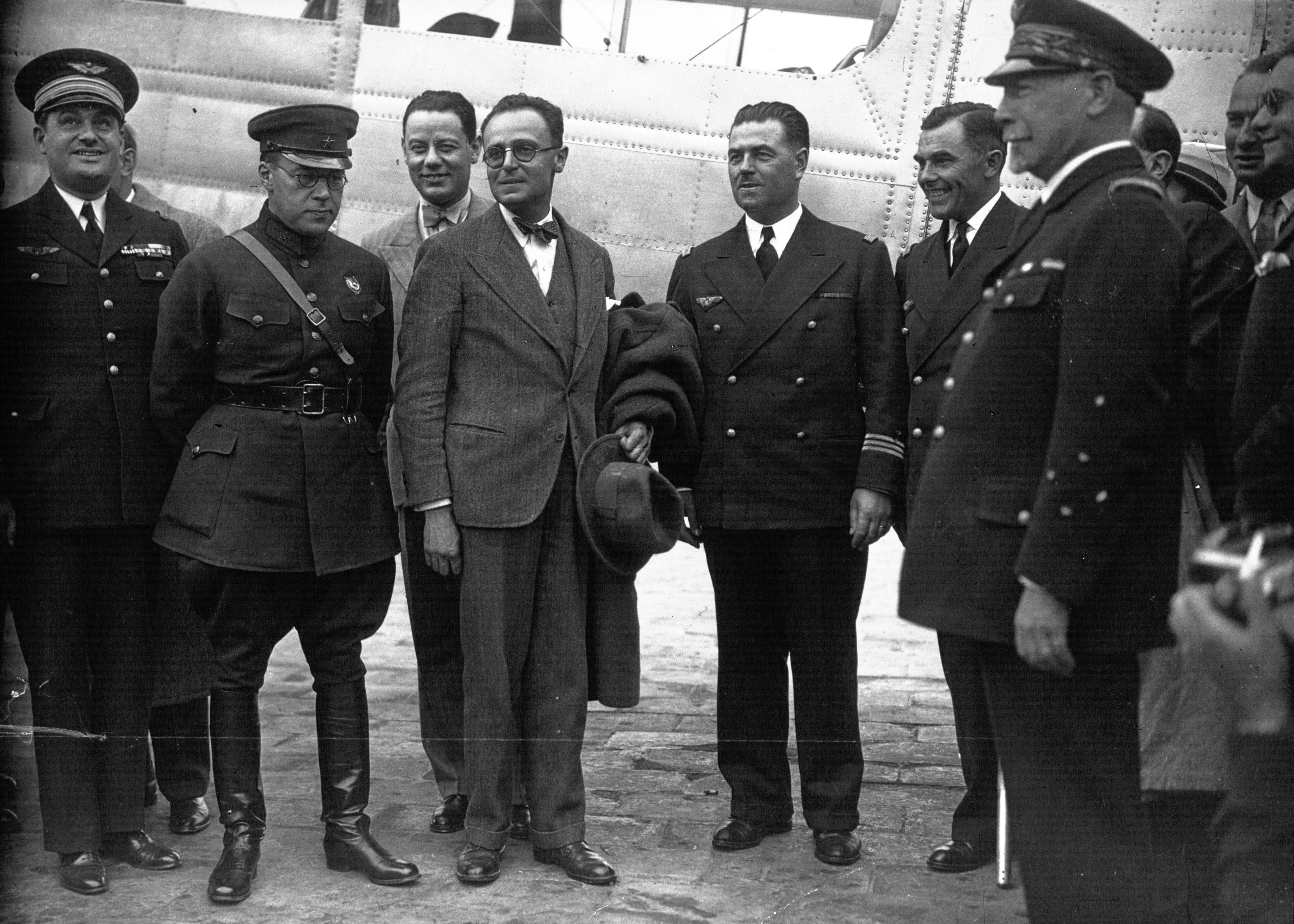
Cot in Le Bourget vor Abflug in die Sowjetunion (1933)

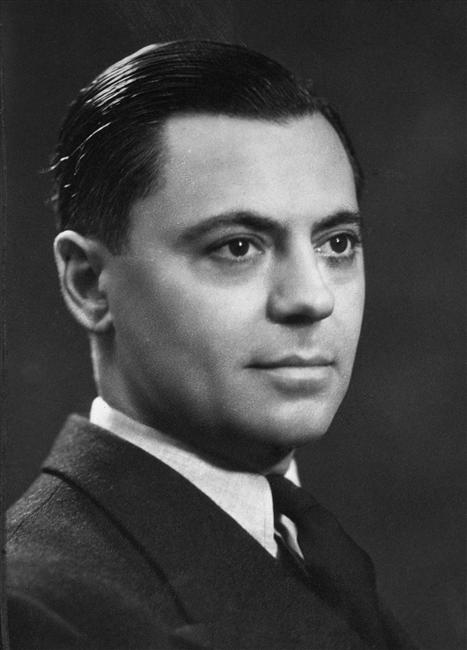
Jean Moulin, Cots Kabinettschef im Luftfahrtministerium

In den 13 Monaten der ersten Amtszeit Pierre Cots als Luftfahrtminister 1933–1934 zeichnete er verantwortlich für die Bildung der französischen Luftstreitkräfte als eigenständige Teilstreitkraft (Armée de l’air) sowie der aus der Fusion mehrerer kleinerer Gesellschaften hervorgegangenen nationalen Fluggesellschaft Air France. Cot machte seinen Pilotenschein und zeigte sich von der überragenden Bedeutung der Luftwaffe in künftigen Kriegen überzeugt. Dabei traf er auf deutlichen Widerstand aus dem Kriegs- und dem Marineministerium. Nach einer Reise nach Moskau, von der er von der Sowjetunion beeindruckt zurückkehrte, lancierte er eine französisch-sowjetische Zusammenarbeit im Luftfahrtbereich.
In seiner zweiten Phase als Luftfahrtminister 1936 bis 1938 trieb Pierre Cot die Verstaatlichung der Luftfahrtindustrie voran. Außerdem ließ er, mit Wissen von Regierungschef Léon Blum und unter Mithilfe aus dem von Vincent Auriol geleiteten Finanzministerium, Flugzeuge als Militärhilfe an die republikanischen Kräfte im spanischen Bürgerkrieg schicken, was eine Verletzung der offiziellen Stillhaltepolitik Frankreichs darstellte. Dies und die fortgesetzte Zusammenarbeit mit der Sowjetunion im Luftfahrtsektor brachte ihm heftige Kritik nicht nur von Seiten der Rechten, sondern auch von Teilen seines eigenen Lagers, der Radikalsozialisten, ein, von denen immer mehr sich dem Zusammenschluss der Linken entfremdeten.
Unmittelbar vor dem Zweiten Weltkrieg und während des Vichy-Regimes wurde Cot verantwortlich gemacht für die strukturellen Probleme der französischen Luftstreitkräfte und als einer der Schuldigen für die Niederlage 1940 bezeichnet. Allerdings hatte sich die Flugzeugproduktion während der vom Front populaire mitzuverantwortenden sozialen Konflikte 1936 trotz Streiks im privaten Sektor nicht verringert, und im Januar 1938 hinkte die Produktion dem Plan des Generalstabs der Armee nur um 10 % hinterher, wofür Cot hauptsächlich die nicht verstaatlichten Motorenhersteller verantwortlich machte. Er gab auch zu bedenken, dass Frankreich nur 22 % seines Verteidigungshaushalts für die Luftstreitkräfte ausgab gegenüber 34 % in Großbritannien und dass die Wirtschaftskraft Frankreichs 1936 nur ein Drittel derjenigen Deutschlands betragen habe. Vor allem aber schrieb er die Niederlage 1940 dem Wegfall der Tschechoslowakei als Verbündetem und der zeitweisen Aufgabe der Allianz mit der Sowjetunion, beides Konsequenzen aus dem von ihm scharf abgelehnten Münchner Abkommen, zu.
Die Unruhen vom 6. Februar 1934, für deren blutigen Verlauf Pierre Cot von der Opposition wegen seiner Entschlossenheit zur Verteidigung der Ordnung mitverantwortlich gemacht und mit Hasstiraden überzogen wurde, obwohl er als Luftfahrtminister keinen direkten Einfluss auf den Polizeieinsatz gehabt hatte, brachten ihn zu der Überzeugung, dass die Republik in Gefahr sei. Zusammen mit der äußeren Bedrohung des Friedens durch das faschistische Italien und das nationalsozialistische Deutschland bewegte ihn dies dazu, stärker noch als vorher den Zusammenschluss der Linken anzustreben. Bereits zu Beginn der 1930er Jahre war er in den Dialog mit der SFIO getreten. Nun intensivierte er seine Beziehungen zur Sowjetunion und der Komintern. Ebenso war er einer der entschiedensten Befürworter des Front populaire, eines Zusammenschlusses der Linksparteien, der ab 1936 die Regierung stellte.

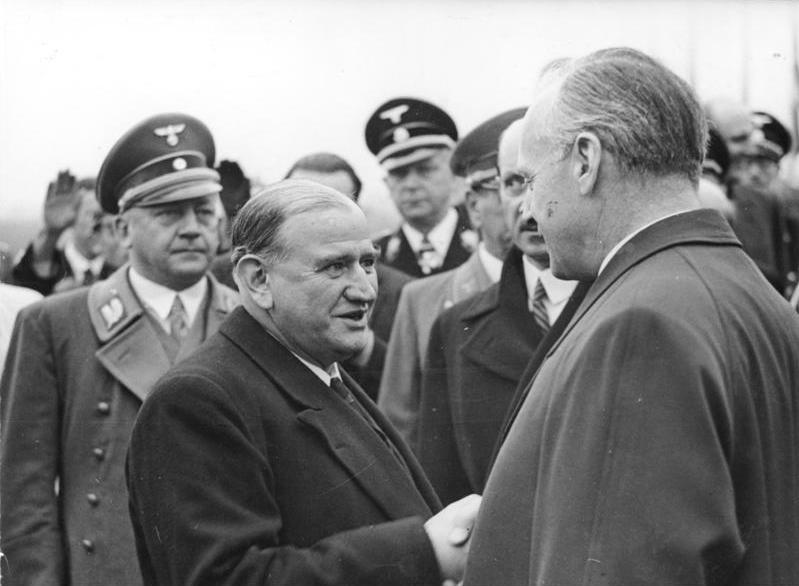
Édouard Daladier (Mitte) bei der Abreise nach Unterzeichnung des Münchner Abkommens, 30. September 1938

Das Münchner Abkommen erkannte Cot als moralisch verwerfliche Kapitulation vor dem nationalsozialistischen Deutschland; es stellte den Höhepunkt seines Konflikts mit Parteichef Édouard Daladier dar. Ebenso war Cot ab Kriegsbeginn klar, dass der Hitler-Stalin-Pakt, den er trotz seiner Affinität zur Sowjetunion stets abgelehnt hatte, nicht lange halten würde. Ab September 1940 teilte er der Komintern mit, dass er Großbritannien im Krieg gegen Deutschland unterstütze und bereit sei, jegliche nützliche Aufgabe zu übernehmen. Ab 1941 hatte er regen Kontakt zur sowjetischen Botschaft in Washington. Als Universitätsprofessor und Mitglied der gaullistischen Organisation France Forever warb er für den Kriegseintritt der USA gegen NS-Deutschland. Nachdem dieser erfolgt war, drang Cot öffentlich auf die Eröffnung einer zweiten Front gegen Deutschland.
In seinem im Exil verfassten Werk Le procès de la République verteidigte er die Dritte Republik, verurteilte scharf das Vichy-Regime und analysierte die Niederlage Frankreichs 1940. Für diese machte er primär die französische Bourgeoisie verantwortlich, die ihm zufolge die Wahl zwischen Faschismus und Demokratie gehabt habe.
Cots immer größer werdende Nähe zum Kommunismus führte nach dem Zweiten Weltkrieg zum endgültigen Bruch mit den Radikalsozialisten. Die Partei schloss ihn aus, nachdem er 1946 den von SFIO und Kommunisten verfassten ersten Entwurf zur Verfassung der Vierten Republik mitgetragen und in die parlamentarische Debatte eingebracht hatte. Die von ihm daraufhin neu gegründete Union progressiste galt trotz Cots Bestrebungen, sie als unabhängiges Bindeglied zwischen der KPF und den restlichen Parteien des linken Spektrums zu etablieren, als Satellit der Kommunisten.
Auch in der Fünften Republik erhoffte Pierre Cot sich die Union der Linken als Basis für eine neue Volksfront. 1965 unterstützte er „aus Pflicht und Überzeugung“ die Präsidentschaftskandidatur von François Mitterrand, unter anderem in einem Artikel in der Tageszeitung Le Monde. Er blieb jedoch dem von seinen Erfahrungen aus den 1930er Jahren geprägten Denken verhaftet, war aus Furcht vor einem zu großen Einfluss Deutschlands und einem Wiedererstarken des Faschismus Gegner der europäischen Einigung und trat im Sinn der Sowjetunion für Blockfreiheit Frankreichs und Entkolonisierung ein. Die Kommunisten bezeichnete er als seine „Freunde des Herzens und aus Vernunft“ (« amis par le coeur et par la raison »). Seine Bewunderung für den Sowjetkommunismus ließ erst mit der Niederschlagung des Prager Frühlings 1968 und mit dem Einschwenken der KPF unter Georges Marchais auf die französische Politik der nuklearen Abschreckung 1972 im gemeinsamen Regierungsprogramm mit der Sozialistischen Partei nach.

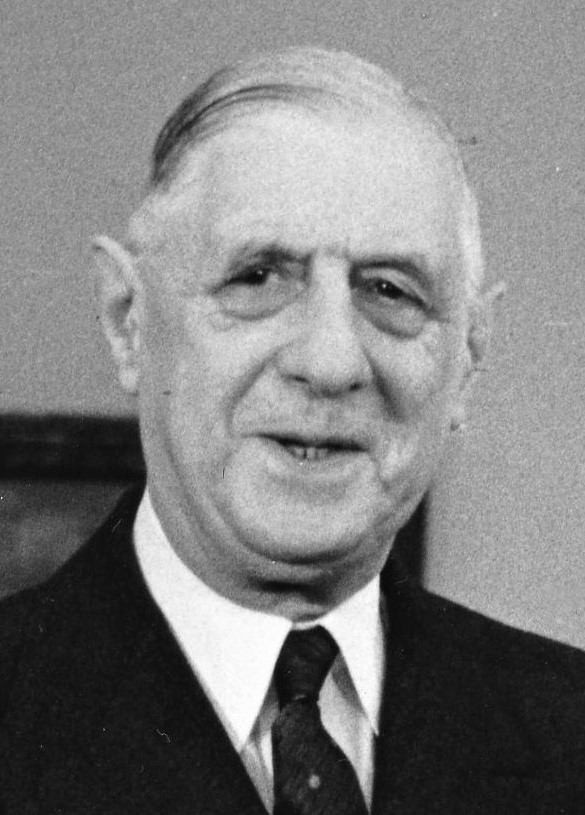
Charles de Gaulle (1958)

Pierre Cots Verhältnis zu Charles de Gaulle war von Anfang an schwierig. De Gaulle hatte es bereits im Juni 1940 in London wegen Cots Umstrittenheit abgelehnt, ihn in seiner Organisation mit Verantwortung zu betrauen. Cot reiste daraufhin in die USA weiter, wo die Familie seiner Ehefrau lebte. Sein jahrelanger enger Weggefährte Jean Moulin versagte ihm im Herbst 1941 die Gefolgschaft, indem er entgegen Cots Wunsch nicht in die Vereinigten Staaten nachreiste, sondern nach London und sich de Gaulle direkt unterstellte. Zwar war Cot im amerikanischen Exil dann in einer gaullistischen Organisation tätig und bekannte sich Ende 1942 klar zu de Gaulle und gegen François Darlan, jedoch begründete er im Oktober 1943 seinen Visumantrag an die US-Behörden zur Reise nach Algier in aller Offenheit damit, dass er bei de Gaulle diktatorische Absichten vermute. Am Ende der Vierten Republik positionierte Cot sich endgültig als entschiedener Gegner de Gaulles. Bei dessen Regierungsübernahme 1958 verweigerte Cot dem General am 1. Juni 1958 das Vertrauen und erklärte vor dem Parlament: „Und wenn man General de Gaulle die Frage stellen wird: ‚Wer hat Dich zum König gemacht?‘, dann wird er ehrlicherweise nur antworten können: ‚Es waren Gewalt und Aufruhr, und nicht das französische Parlament.‘“ Einen Tag später stimmte er auch gegen die Verfassungsänderung zur Einführung der Fünften Republik mit umfassenden Rechten für den Staatspräsidenten.

## Mutmaßungen zu Spionage für die Sowjetunion
1987 erschien in den USA das Buch eines britischen Nachrichtenoffiziers, in dem Pierre Cot als Agent des KGB bezeichnet wurde. Die Vorwürfe wurden 1990 von dem Historiker Christopher Andrew und 1993 von dem französischen Journalisten Thierry Wolton aufgegriffen. In der Folge gab es in Frankreich 1993 bis 1995 unter Historikern eine Debatte über den Wahrheitsgehalt der Vorwürfe. Wolton hatte angegeben, 1992 in Moskauer Archiven Dokumente gefunden zu haben, die eine Agententätigkeit Cots für die Sowjetunion vor und nach dem Zweiten Weltkrieg belegten, unterbrochen lediglich zwischen August 1939 (Hitler-Stalin-Pakt) und Juli 1942.
Entsprechend einer Forderung von Cots Familie wurde eine Historikerkommission zur Klärung der Vorwürfe eingerichtet, die von Serge Berstein geleitet wurde. Sie kam im Januar 1995 zu dem Schluss, dass keine ihr zugängliche Quelle die Vorwürfe belege. Thierry Wolton konterte mit Hinweis auf Protokolle eines Debriefings des NKWD-Überläufers Walter Kriwitzki sowie auf von britischen und amerikanischen Stellen entschlüsselte Nachrichten sowjetischer Diplomaten in den USA nach Moskau. Diese Quellen waren zum Zeitpunkt des Berichts der Kommission nicht allgemein zugänglich und daher nicht überprüfbar. Allerdings wurden sie zum Teil im Herbst 1996 veröffentlicht und scheinen eine Tätigkeit Cots für sowjetische Nachrichtendienste nahezulegen; es bleibt aber unklar, ob diese Zusammenarbeit über das Mitteilen politischer Einschätzungen hinausging.

## Werke (Auszug)
- Le Procès de la République. Editions de la Maison française, New York 1944 (französisch).
- L’Armée de l’air, 1936–1938. B. Grasset, Paris 1939 (französisch).